# Muotkajärvi (sjö i Enontekis, Lappland, Finland, lat 68.33, long 23.38)
Muotkajärvi är en sjö i Finland. Den ligger i kommunen Enontekis i landskapet Lappland, i den norra delen av landet, 900 km norr om huvudstaden Helsingfors, intill stamväg 93 och byn Muotkajärvi, cirka 600 meter från Enontekis flygplats och sju kilometer från Hetta. Muotkajärvi ligger 289,5 meter över havet. Den är 15,9 meter djup. Arean är 4,21 kvadratkilometer och strandlinjen är 25,42 kilometer lång. Sjön  ingår i Kemi älvs huvudavrinningsområde.   
I övrigt finns följande i Muotkajärvi:
- Erkinsaari (en ö)
- Korkeasaari (en ö)
- Muotkalahdensaari (en ö)
- Lammassaari (en ö)
- Pasiliuksensaari (en ö)